# Ablerus hyalinus
Ablerus hyalinus är en stekelart som beskrevs av Girault 1913. Ablerus hyalinus ingår i släktet Ablerus och familjen växtlussteklar. Inga underarter finns listade i Catalogue of Life.